# Nílus-szaharai nyelvcsalád
A Nílus-szaharai nyelvcsalád a természetes nyelvek egyik nyelvcsaládja. Elterjedési területe Afrika északi fele. E nyelvcsaládot azok a nyelvek képviselik, amelyek elszórtan a kelet-afrikai országokban és a szudáni régióban találhatók.

## A nyelvek
A családhoz tartozó nyelvek:
- Szaharai nyelvek
  - kanuri
  - teda
  - zagava
- Sári (chari)-nílusi nyelvek
  - Kelet-szudáni ág
    - Nílusi csoport (nilóták)
      - silluk
      - dinka
      - nuer

    - Núbiai csoport
      - meroita (kihalt)
      - kenúzi (kenzi, mattokki)
      - mahasz (nobiin)
      - dongolai

    - murle-didinga
    - nara
    - merarit
    - gaam
    - dádzsu
    - nyangija
    - temein
    - nyima

  - Közép-szudáni ág
    - Bongo-bagirmi csoport
      - bongo
      - beli
      - baka
      - morokodo
      - bagirmi
      - szara

    - Moru-madi csoport
      - moru
      - avukaja
      - logo
      - lendu
      - lugbara
      - madi

    - kunama
    - berta
- szongáj
- fúr
- koma
- maba

## Főbb nyelvek
A Nílus-szaharai nyelveken belül számos olyan nyelv van, amelyeket legalább egymillióan beszélnek. Ezek csökkenő sorrendben 2008 körüli adatok alapján :
- Luo ( Dholuo, 4,4 millió). Kenya és Tanzánia luo népének dholuo nyelve, Kenya harmadik legnagyobb etnikai csoportja.
- Kanuri (4,0 millió, minden nyelvjárás; 4,7 millió, ha Kanembu szerepel). A fő etnikum a Csád -tó körül.
- Szongaj (3,2 millió). Elterjedt a Niger folyó mentén Maliban, Burkina Fasóban és Nigerben.
- Teso (Ateso, 1,9 millió). Kelet-nílusi nyelv Ugandában és Kenyában.
- Núbiai (1,7 millió). Szudán, Egyiptom.
- Lugbara (1,7 millió). A fő közép-szudáni nyelv; Uganda és a Kongói Demokratikus Köztársaság.
- Nandi – Markveta nyelvek (Kalenjin, 1,6 millió). Kenyai Rift-völgy, Kapchorua Uganda.
- Lango (1,5 millió). Luo nyelv, Uganda egyik fő nyelve.
- Dinka (1,4 millió). Dél -Szudán fő etnikai csoportja.
- Acsoli (1,2 millió). Uganda másik luo nyelve.
- Nuer (1,1 millió 2011-ben, ma lényegesen több). Dél-Szudán és Etiópia .
- Maszáj (1,0 millió). A kenyai és tanzániai maszájok, nemzetközi szinten az egyik legismertebb afrikai nép beszélik.[2]
- Ngambay (1,0 millió). Dél-Csád fő nyelve.